# Oblaczek granatek
Oblaczek granatek (Amata phegea) – gatunek motyla z rodziny mrocznicowatych (Erebidae) i podrodziny niedźwiedziówkowatych (Arctiinae). Motyle dorosłe żywią się najczęściej nektarem jeżyn i ostów.

## Wygląd
Postać dorosła – imago
Granatowo-czarne ubarwienie. Głowa granatowo-czarna średniej wielkości. Czułki długie z białym wierzchołkiem, sięgające za połowę skrzydła przedniego, odchylone na boki. Samce mają czułki grubsze od samic, ponadto samce są mniejsze od samic. Tułów wydłużony wychodzący poza rozłożone tylne skrzydła. Skrzydła o rozpiętości od 38 do 42 mm. Tło skrzydeł granatowo-czarne z zielonkawym połyskiem. U obu płci na przednim skrzydle występuje sześć białych plamek o nieostro podkreślonych brzegach, na tylnym skrzydle, dwie lub trzy białe plamki. Na drugim segmencie odwłoka występuje żółta plama, a na szóstym segmencie żółty pierścień. Korpus imago pokryty drobnym owłosieniem.
Postać gąsienicy i larwyWyklute jesienią gąsienice żerują na roślinach pokarmowych rosnących na ziemi, którymi również żywią się następnej wiosny po przezimowaniu. Korpus gąsienicy pokryty jest ciemnobrązowym gęstym, puszystym owłosieniem. Głowa gąsienicy brązowa, niepokryta owłosieniem, wyraźnie odróżniająca się od tułowia.
Okres lotuDorosłe motyle pojawiają się w połowie czerwca i latają do połowy lipca. Lata za dnia na suchych, nasłonecznionych stanowiskach nad suchymi łąkami, żwirowiskami na skrajach lasów. Loty godowe samców odbywają się w ciepłe i bezwietrzne dni.
RozródSamice składają w lipcu żółtawe jaja w małych złożach, na liściach roślin pokarmowych gąsienic. Gąsienice wylęgają się na początku sierpnia i zimują w zeschniętej ściółce. Przepoczwarczenie odbywa się na ziemi w warstwie liści w kokonie, rozpoczyna się pod koniec maja i trwa do połowy czerwca.
BiotopGatunek preferujący środowiska ciepłe. Siedliskiem są suche i prześwietlone, skraje lasów, suche łąki, leśne polany, żwirowiska, skarpy i przytorza oraz leśne zręby.

## Zasięg występowania
W Polsce występuje lokalnie, ale za to licznie. Zagrożeniem są niekorzystne zmiany zachodzące w środowisku, w którym żyje.

## Rośliny żywicielskie
Podstawowe: babka, szczaw, przytulia, jasnota, brodawnik, sałata.